# Mario Huhnstock
Mario Huhnstock (* 11. April 1986 in Staßfurt) ist ein ehemaliger deutscher Handballtorwart.

## Karriere
Mario Huhnstock begann beim SV Concordia Staßfurt mit dem Handball. Später lief er für den Regionalligisten HC Einheit Halle auf, von dem er 2006 zum Zweitligisten 1. SV Concordia Delitzsch wechselte. Ab 2008 stand der 1,87 Meter große Handballtorwart beim Bergischen HC unter Vertrag, mit dem ihm 2011 und 2013 den Aufstieg in die 1. Liga gelang. Im Sommer 2015 wechselte er zum HC Erlangen. Ab der Saison 2017/18 stand er beim HC Elbflorenz unter Vertrag. Zum Ende der Spielzeit 2021/22 beendete er seine Karriere.
Huhnstock bestritt 35 Länderspiele für die deutsche Jugend- und zwölf für die  Juniorennationalmannschaft, mit der er 2007 Vizeweltmeister wurde.
Huhnstock leitet seit seinem Karriereende das Torwarttraining beim Frauen-Zweitligisten HC Rödertal. Weiterhin ist er im Verein als Jugendtrainer tätig. Im Oktober 2022 übernahm er beim HC Rödertal den Posten des Nachwuchskoordinators.